# Katharinenkloster (Lübeck)

Die 1837/38 erneuerten gotischen Fassaden des Katharinenklosters, von der Königstraße aus gesehen, vor dem Abriss der Flügel 1880

Das Katharinenkloster in Lübeck bestand als Kloster der Minderbrüder (ordo fratrum minorum (OFM), Franziskaner) von 1225 bis zur Reformation 1531.

## Gründung
Noch zu Lebzeiten des heiligen Franz von Assisi ließen sich die Brüder des 1210 gegründeten Franziskanerordens 1224 in Lübeck nieder, 1225 erhielten sie vom Rat der Stadt ein Grundstück zum Bau von Kloster und Kirche in der Königstraße/Ecke Glockengießerstraße. Dieses war die erste Ansiedlung des Ordens in Norddeutschland. Sie geschah vermutlich von Magdeburg aus, wo die Franziskaner schon seit 1223 ansässig waren. Bald nach 1230 wurde von Lübeck aus ein Kloster in Riga gegründet. Das Kloster gehörte zur Sächsischen Franziskanerprovinz (Saxonia). 1256 wurde das Gelände durch eine weitere Schenkung des Rats erweitert.

## Geschichte

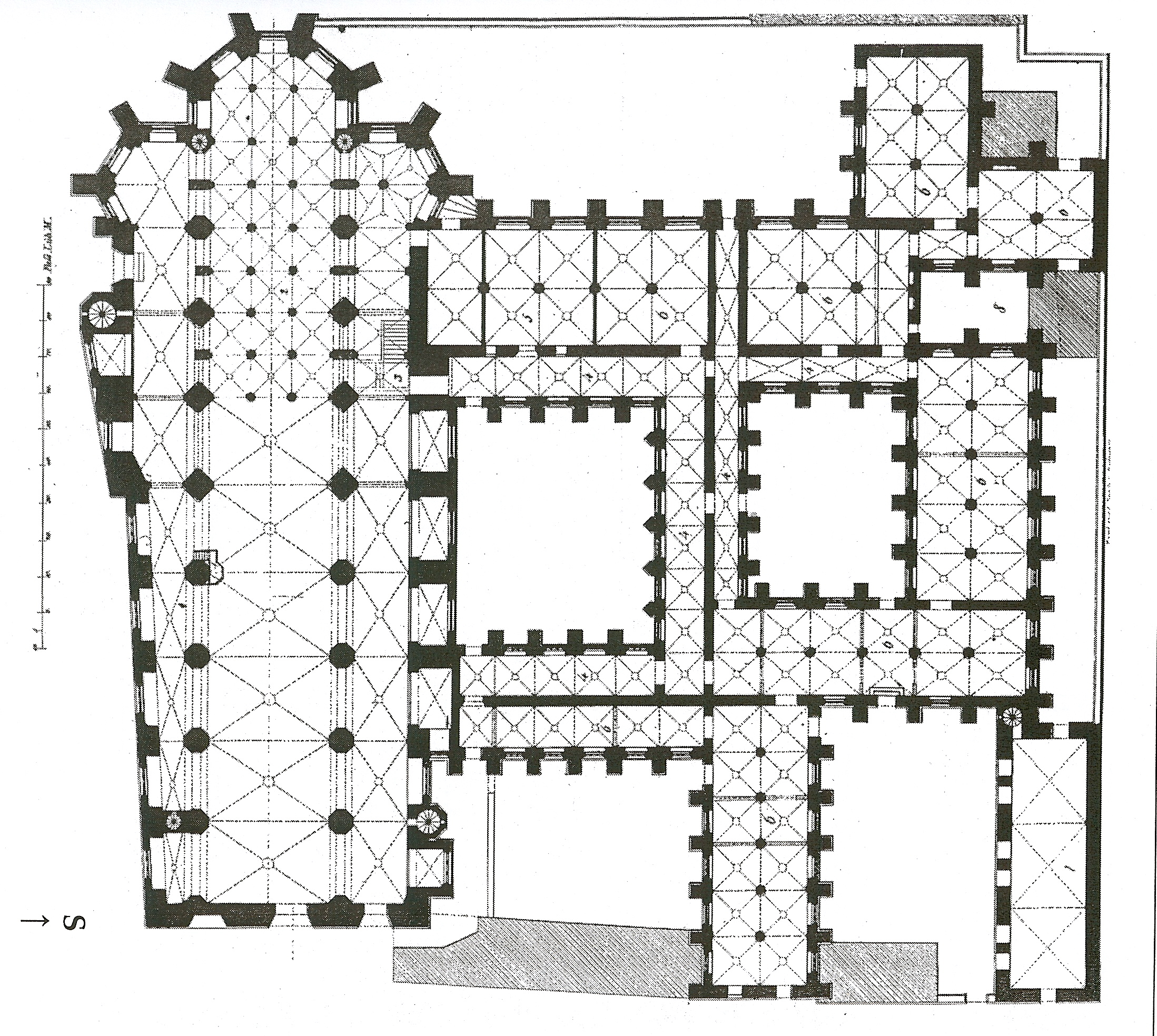
Grundriss des Erdgeschosses 1832; Kirchenschiff (li.) mit Klostertrakt (re.), der heute zum Gymnasium Katharineum gehört.

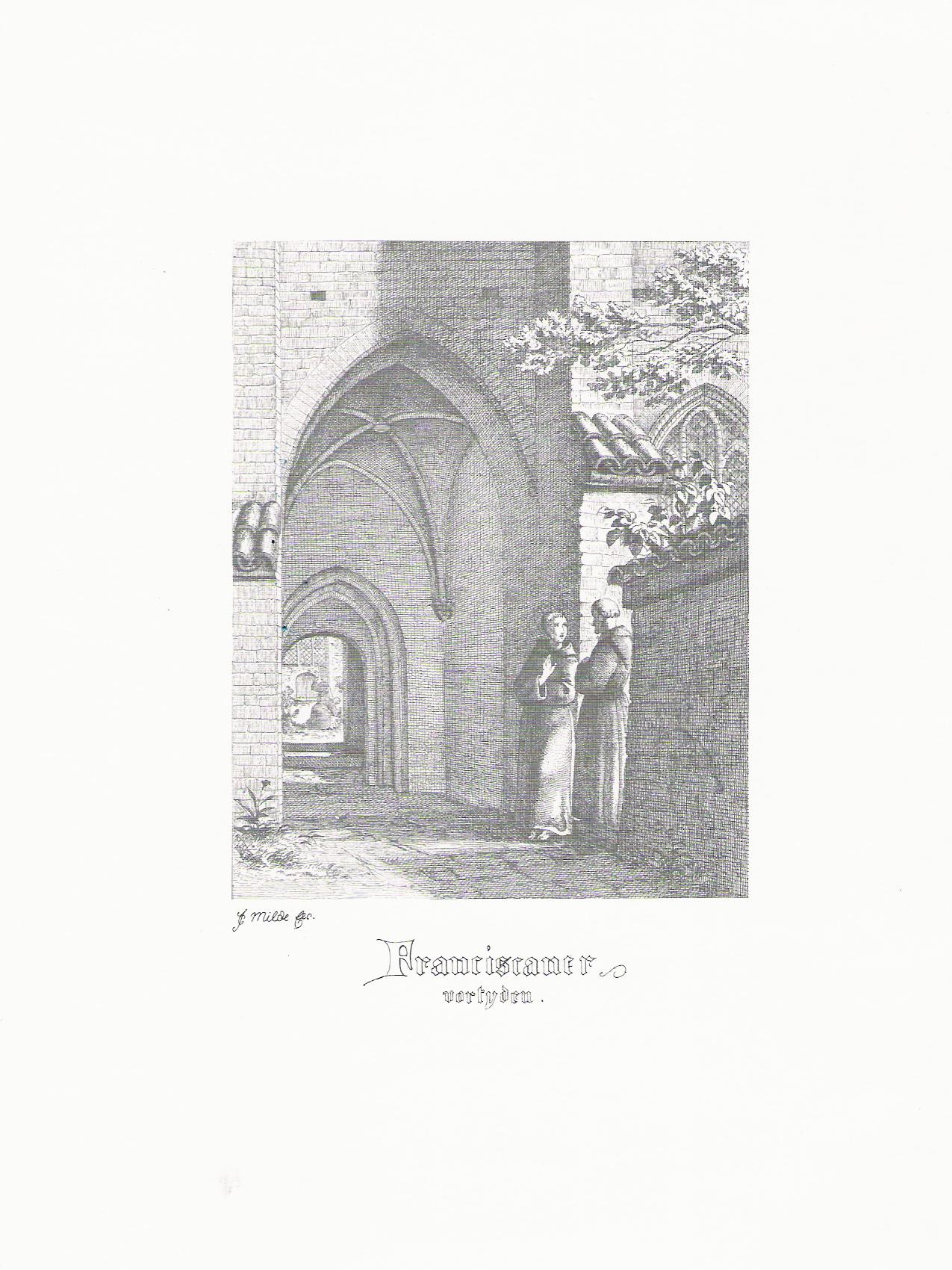
Leicht idealisierte Darstellung des gotischen Klostereingangs aus dem Lübecker ABC von Carl Julius Milde, 1857

Von den zuerst errichteten Gebäuden ist wenig bekannt. Die der Klosterkirche, die heutige Katharinenkirche, gehörte seit ihrer Gründung zu den beliebtesten Grablegen der Lübecker Bürger. Über das Bestattungsrecht in der Kirche kam es 1277 zu einem erbitterten Streit der Stadt, der Bürgerschaft und der Franziskaner einerseits und dem Lübecker Bischof Burkhard von Serkem und dem Weltklerus andererseits; der Bischof verhängte am 27. August 1277 über die Franziskaner das Interdikt und exkommunizierte sie. Der Bischof und die Weltpriester mussten die Stadt verlassen. Nach einem vergeblichen Schlichtungsversuch des Bremer Erzbischofs Giselbert von Brunkhorst im Oktober 1277 zitierte Papst Nikolaus III. die Konfliktparteien nach Rom. Der Prozess endete im März 1281 damit, dass den Franziskanern ihr Begräbnisrecht bestätigt und ihre Stellung in der Stadt gegenüber dem Pfarrklerus gestärkt wurde; die Hauptschuld an dem Konflikt wurde dem Weltklerus angelastet. Der Schiedsspruch wurde am 7. April 1282 durch Kardinal Giacomo Colonna bestätigt.
Während eines weiteren Streits (sog. Großer Streit) zwischen 1299 und 1318 unterliefen die nicht dem Bischof unterstehenden Franziskaner zunächst das von diesem erneut über die Stadt ausgesprochene Interdikt. 1300 erlaubte Papst Bonifaz VIII. in der Bulle Super cathedram grundsätzlich den Mendikanten das Predigen in ihren Kirchen und auf freien Plätzen außer zu den Zeiten, in denen der ranghöchste Geistliche des Ortes predigte; für die Predigt in Pfarrkirchen war die Erlaubnis des Pfarrers erforderlich. Dies musste der Papst 1302 wegen nicht endender Auseinandersetzungen in Lübeck mit der Bulle Cupientes olim discordiam den Franziskanern nachdrücklich in Erinnerung rufen, um die Weltgeistlichen zu schützen.  Dies führte zeitweise zur Einstellung der Gottesdienste und zum Wegfall der Einnahmen aus Bestattungen. Nachdem sich die Stadt 1318 durch Sühnezahlungen vom Interdikt befreien konnte, kam es ein Jahr später zu einem Vergleich der Franziskaner mit dem Bistum. Die Lübecker Bevölkerung stand in den Auseinandersetzungen hinter den Franziskanern, die sehr beliebt waren, und unterstützte sie vermehrt mit Schenkungen.
Gefördert durch namhafte Stifter wie den Bürgermeister Segebodo Crispin, wurde ab 1319 zunächst der Ostteil der Klosterkirche mit dem Chorraum, dann das Langhaus im Stil der Backsteingotik neu erbaut. Die Konventsgebäude schlossen sich an, ohne dass die genaue Bauabfolge schon geklärt ist. Es wird vermutet, dass der Kapitelsaal im Erdgeschoss des Ostflügels um 1320 entstand. Zwei dreiflügelige Kreuzgänge erschließen die um zwei Innenhöfe angeordneten Räume. Matthias Untermann wirft angesichts der für eine Bettelordenskirche ungewöhnliche Größe und der Ausstattung mit einem Hochchor und einem kryptaähnlichen Untergeschoss die Frage auf, ob die Kirche ursprünglich nicht für die Franziskaner gebaut worden war, sondern eine Stiftskirche werden sollte, die dem Orden nach seiner Ansiedlung in Lübeck zum Weiterbau überlassen wurde.
Durch ihre seelsorgerische und caritative Tätigkeit während der Pest-Epidemie um 1350 erhielten die Franziskaner offenbar so viele Legate, dass sie unter dem Guardian Emeke Swartze die Klostergebäude zur Königstraße hin erheblich erweitern konnten. Eine Inschrift im westlichen Kreuzgang berichtet davon:
Zur gleichen Zeit (1350–54) ist die Kirche eingewölbt worden. 1356 wurde im Kloster das Provinzkapitel der Sächsischen Franziskanerprovinz abgehalten, an dem mehr als 350 Brüder teilnahmen. Dies setzte eine gewisse Größe der Konventsgebäude voraus. Es ist vermutet worden, dass gleichzeitig die Einweihung der Neubauten stattfand.
Wohl gegen Ende des Jahrhunderts wurde das fünfjochige, zweischiffige Refektorium im Südflügel neu erbaut und um 1440 mit Wandmalereien, einer Marienkrönung und einer Einhornjagd, ausgeschmückt. Der gemeinsame Dachstuhl über dem Ost- und Südflügel wird dendrochronologisch auf 1422 datiert. Später entstanden noch Wirtschaftsgebäude wie ein Hospital und 1500 der Neubau des zuvor abgebrannten Brauhauses.

## Stellung im Ordensverband
Der Konvent wurde 1274 Sitz einer der zwölf Kustodien der Saxonia. Zur Lübecker Kustodie gehörten die Konvente entlang der Ostsee: das Graue Kloster in Wismar, das Katharinenkloster (Rostock), das Franziskanerkloster Schwerin, das Johanniskloster (Stralsund) sowie die Klöster in Parchim und Riga, ab 1329 auch das Klarissenkloster Ribnitz, wo die Franziskaner die cura monialium, die „Sorge für die Nonnen“, ausübten, den Nonnenkonvent kirchen- und zivilrechtlich nach außen vertraten und als Beichtväter tätig waren. Neun Provinzkapitel mit jeweils etwa 400 Teilnehmern, einer großen Sakramentsprozession und zahlreichen Festgottesdiensten fanden hier statt. Dabei ist unbekannt, wie viele Franziskaner ständig im Katharinenkloster lebten. Die Forschung rechnet mit etwa 50.
In den innerfranziskanischen Streitigkeiten des 15. Jahrhunderts um die Observanzbewegung stand das Kloster auf der Seite der weniger strengen Konvente. Bis 1463 nahm es die nach Papst Martin V. benannten Martinianischen Konstitutionen an und gehörte ab 1518 zur neu eingerichteten gemäßigt reformierten Provinz Saxonia S. Johannis Baptistae. Durch Teilung dieser Provinz vom hl. Johannes dem Täufer entstand 1521 die „niedersächsische Provinz“ (Saxonia inferior). Sie behielt den Namen Saxonia Johannis Baptistae und umfasste neben der Kustodie Lübeck die Kustodien Brandenburg, Magdeburg, Halberstadt, Stettin und Bremen. Die Provinz ging jedoch schon bald in der Reformation unter.

## Bedeutung für die Stadt
Das Kloster hatte zwei Lesemeister zur Ausbildung des Klosternachwuchses der Provinz Saxonia und galt als Zentrum der Lübecker Chronistik. Zwischen 1368 und 1380 wirkte hier Bruder Detmar als Lesemeister, den Jakob von Melle als Autor der ältesten Lübecker Chronik identifizierte; möglicherweise wurde er 1388 für eine Amtszeit bis 1394 zum Provinzialminister der Sächsischen Franziskanerprovinz gewählt. Auch die sogenannte Ribnitzer Chronik entstand wahrscheinlich hier, und zwar schon zu Beginn des 14. Jahrhunderts. Als ihr Autor gilt der damalige Kustos Dietrich von Studnitz. Im 15. Jahrhundert war das Kloster Entstehungsort bedeutender mittelniederdeutscher religiöser Texte wie der Inschriften des Lübecker Totentanzes, der Erbauungschriften der Mohnkopf-Offizin des Hans van Ghetelen sowie des 1492 von Steffen Arndes gedruckten Lübecker Passionals, einer mittelniederdeutschen Version der Legenda aurea, und der Kommentare in der Lübecker Bibel (1494), die vermutlich von dem Kustos Nikolaus Bucholt stammen. Noch in der Reformationszeit war es mit Reimar Kock ein (ehemaliger) Franziskaner aus dem Katharinenkloster, der die Lübecker Ereignisse festhielt.
Wie in anderen Städten wurden die Klosterräumlichkeiten auch zu weltlichen Zwecken genutzt. So fanden im Refektorium Schlichtungsverhandlungen in Streitfällen statt, und der Kapitelsaal wurde für Verlobungsabsprachen benutzt. Besonders die exklusive Zirkelgesellschaft und das Amt der Maler waren dem Konvent durch Gebetsverbrüderungs-Verträge verbunden, aber auch die Ämter der Fischer, Garköche, Küfer (Böttcher) und Bäcker sowie die Marienbruderschaft der Spielleute fanden hier ihre geistliche Heimat.

## Auflösung und Nachnutzung
Um 1524 begann der Kustos der Kustodie Lübeck, Heinrich Never, in seinen Predigten in Wismar das Gedankengut Martin Luthers zu verbreiten. Als Folge der reformatorischen Neuordnung von Lübeck durch die Kirchenordnung von Johannes Bugenhagen wurde der Konvent des Katharinenklosters 1531 aufgelöst. Die Franziskaner verließen das Kloster, als letzter verließ Gerhard von Utrecht im Mai 1542 die Stadt.
Die Klosterräume blieben im Wesentlichen unverändert erhalten, erhielten aber eine neue Nutzung. Es entstand eine Lateinschule, die ab dem 19. Jahrhundert den Namen Katharineum zu Lübeck trug. Der Kapitelsaal wurde zum Lektorium bzw. Auditorium, aber auch weiterhin für Verlöbnisse durch das Amt der Maler (und Glaser) als deren Amtszimmer genutzt, das ihn 1655 renovieren und ausmalen ließ. Neu ernannte Meister stifteten aus diesem Anlass kleine Wappenfenster, von denen zumindest eins (das von Bartram Österling) im St.-Annen-Museum erhalten ist. Ebenso fanden hier Versteigerungen von Büchern statt, so 1698 durch Jasper Köneken. Die ebenfalls in den Klosterräumen untergebrachten Lehrerwohnungen verschwanden erst bei den großen Umbauten des 19. Jahrhunderts.
Im ehemaligen Dormitorium im Obergeschoss des Kapitelsaals wurde ab 1620 die Stadtbibliothek eingerichtet; in zwei zwischen dem Dormitorium und der Katharinenkirche liegenden Räumen tagte das Konsistorium als kirchlich/städtisches Gericht mit Zuständigkeit für Ehe- und Familiensachen, zunächst bis 1761 in dem Raum, der dann für die Scharbauschen Bibliothek der Stadtbibliothek zugeschlagen wurde, dann bis 1817 in der ehemaligen Sakristei. Zum Grundbestand der Stadtbibliothek gehörte ein Rest von 187 Werken der ehemaligen Klosterbibliothek. Ihre wertvollen Pergament-Codices hatte der Rektor Otto Walper allerdings schon verkaufen lassen, um aus dem Erlös Werke für das Kollegium der Schule, Bibelausgaben und Klassiker, anzuschaffen. Diese wurden ebenfalls Gründungsbestand der Stadtbibliothek.
Die Klosterkirche St. Katharinen wurde zu einer Filialkirche von St. Marien und für Schulgottesdienste benutzt, nach einer Profanierung während der Franzosenzeit auch für Ausstellungen. Im 20. Jahrhundert Museumskirche mit gelegentlichen Gottesdiensten, ist sie seit 1. Januar 2006 Teil der Kulturstiftung Hansestadt Lübeck.
So wird der weitläufige Gebäudekomplex an der Königstraße in der Lübecker Altstadt, heute Bestandteil des Weltkulturerbes, von drei kulturellen Einrichtungen genutzt.

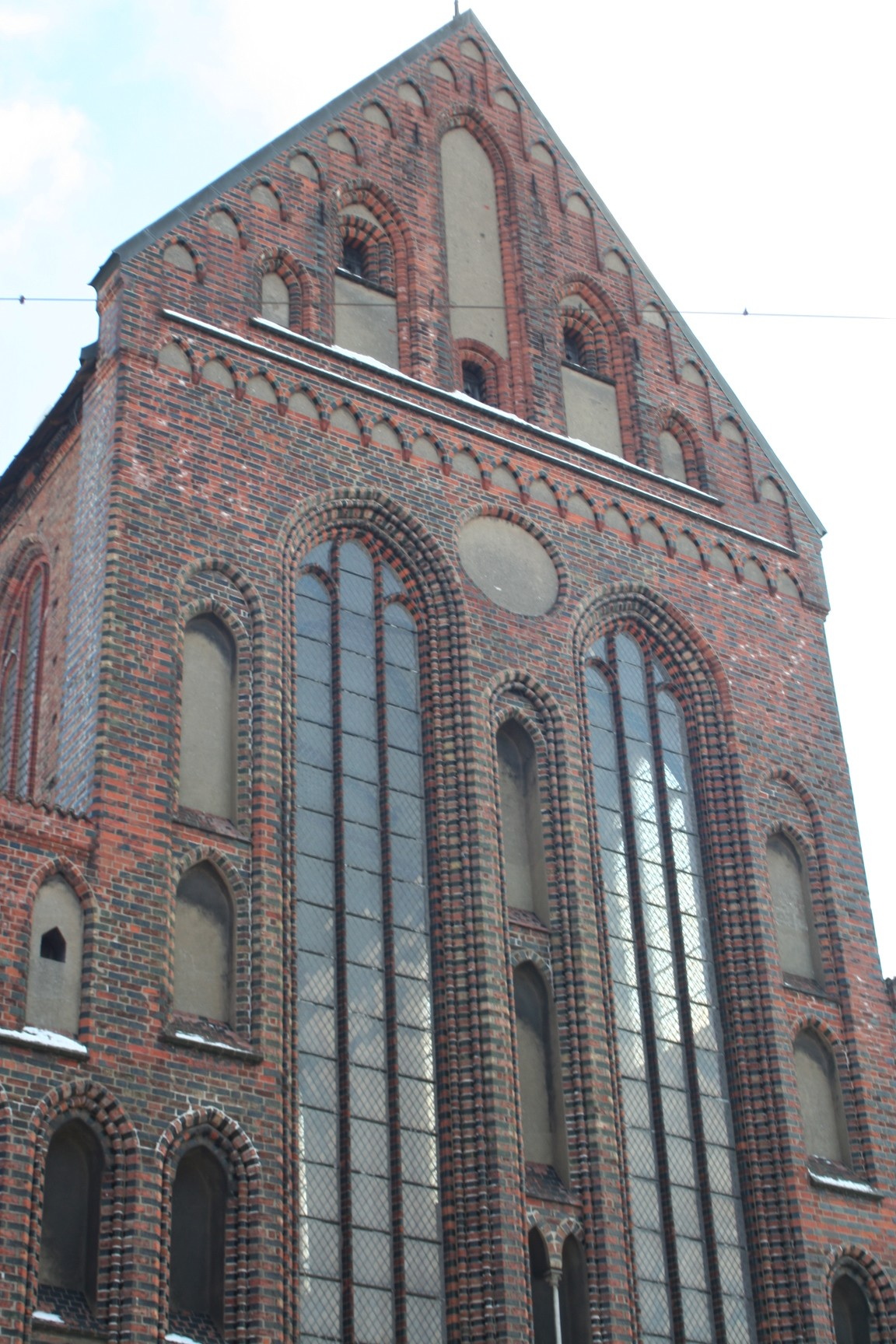
Katharinenkirche
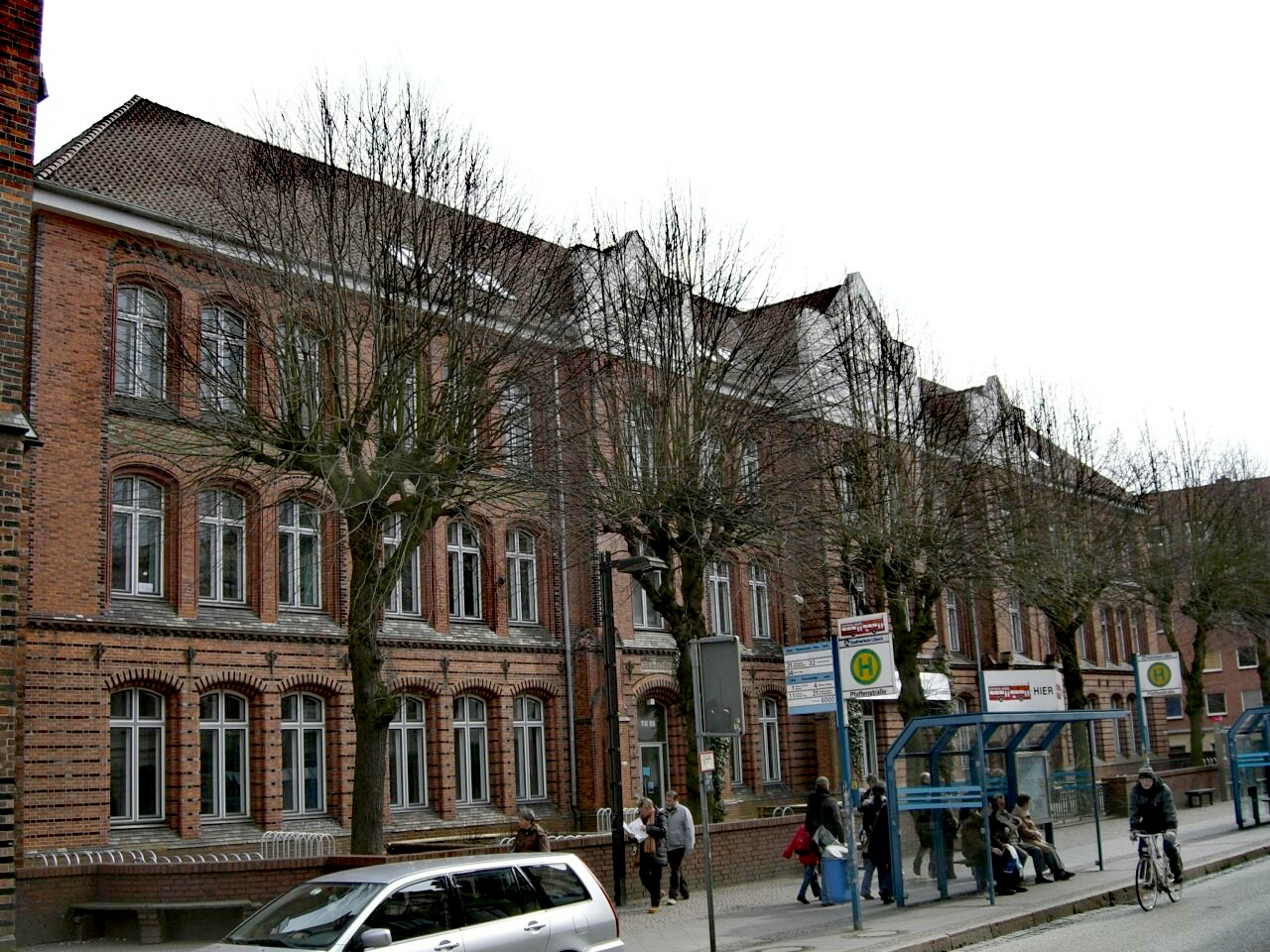
Katharineum
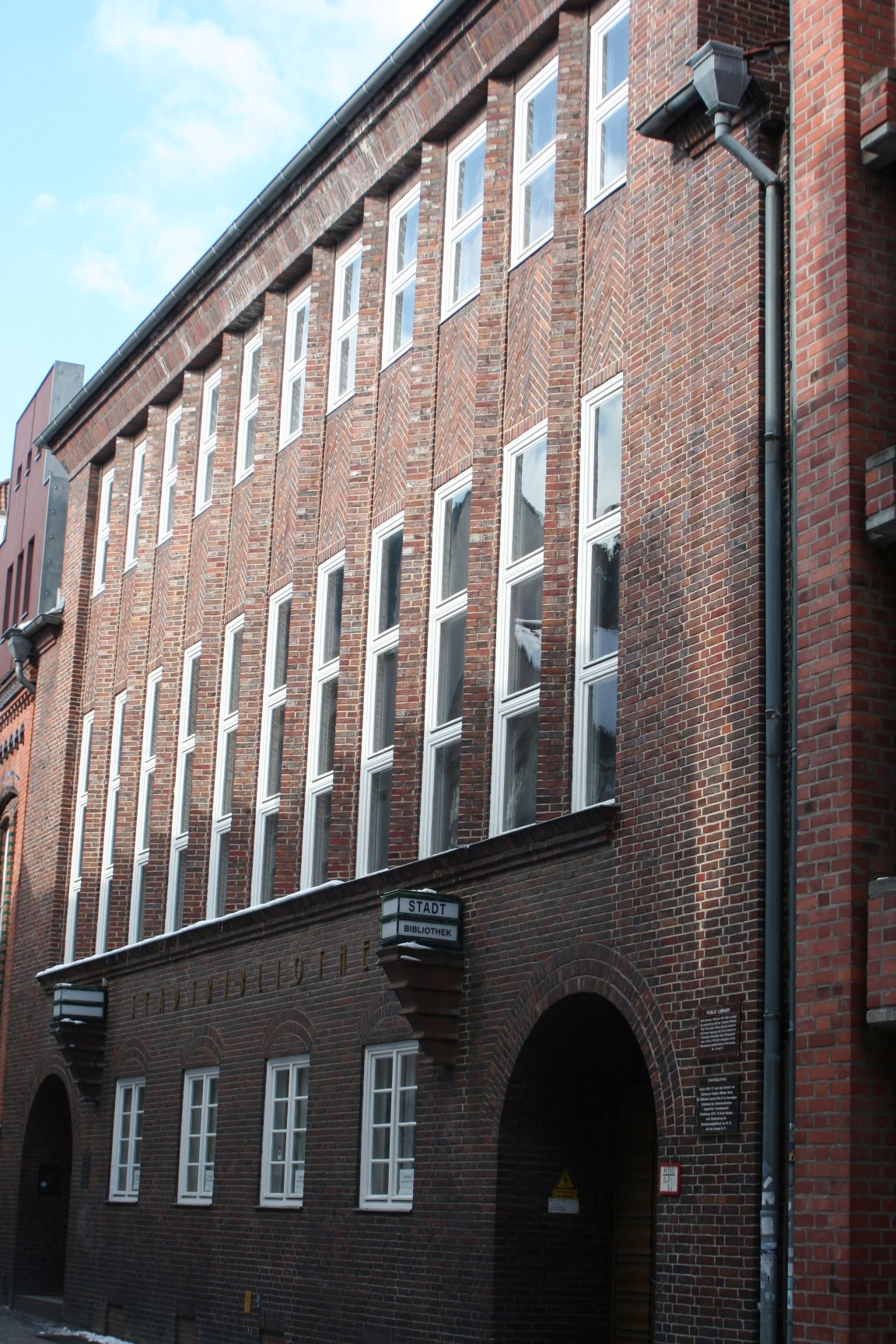
Stadtbibliothek
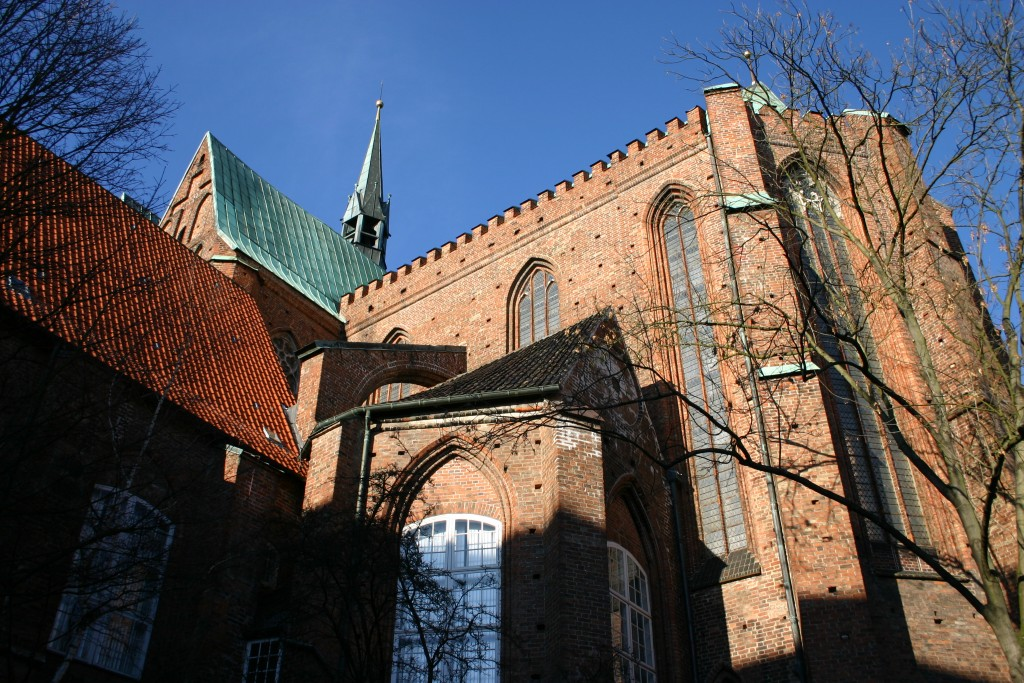
Blick auf den Chor der Katharinenkirche und das Klostergebäude mit dem Konsistorialzimmer (von der Stadtbibliothek genutzt)